# Liriomyza pascuum
Liriomyza pascuum este o specie de muște din genul Liriomyza, familia Agromyzidae. A fost descrisă pentru prima dată de Johann Wilhelm Meigen în anul 1838.
Este endemică în Germania. Conform Catalogue of Life specia Liriomyza pascuum nu are subspecii cunoscute.